# Inma del Moral
Inmaculada del Moral (Madrid, 3 de abril de 1974), más conocida como Inma del Moral, es una presentadora, actriz y modelo española.

## Biografía
En marzo del año 1998 se pone delante de las cámaras de una televisión nacional Telecinco, junto a Jordi Estadella para presentar el espacio Perdona nuestros pecados, del que sin embargo sólo se emite el primer programa. Su salto a la popularidad se produce de forma súbita tan sólo unos meses después gracias al programa de humor de televisión El informal, en la misma cadena, presentado por Javier Capitán y Florentino Fernández, que alcanza unas elevadas cuotas de audiencia y aceptación por parte del público. En el espacio, Inma del Moral realizaba entrevistas insólitas y a veces insolentes a personajes de la escena política, social y artística, con objeto de provocar la reacción del entrevistado. Permanece en el espacio entre 1998 y 1999, momento en el que fue sustituida por Patricia Conde.
Coincidiendo en el tiempo con un romance con el periodista Pedro Ruiz, tras su salida de Telecinco, es fichada por Antena 3 para presentar el late night El rayo (2000-2001), que permanece unos meses en pantalla.
En octubre de 2007 se incorporó al programa Anda ya de Los 40 Principales.
Después de años alejada de la pequeña pantalla, en 2008 regresó a La Primera de Televisión Española, donde el 21 de julio estrenó el programa de zapping La guerra de los mandos. En noviembre de 2008 se pone en marcha su página oficial en internet con todos sus trabajos como presentadora y actriz.
En 2016 interpretó a Wanda en la serie Cuéntame cómo pasó de TVE.

## Filmografía

### Cine
| Año  | Título                        | Personaje      | Director                 |
| ---- | ----------------------------- | -------------- | ------------------------ |
| 1999 | La mujer más fea del mundo    | Vicky          | Miguel Bardem            |
| 1999 | La familia... 30 años después | Andrea Alonso  | Pedro Masó               |
| 2001 | Marujas asesinas              | Lola           | Javier Rebollo           |
| 2002 | La marcha verde               | Chichi         | José Luis García Sánchez |
| 2003 | Tánger                        | Lola           | Juan Madrid              |
| 2008 | Radio Love                    | Lula Contreras | Leonardo Armas           |
| 2013 | Faraday                       | Jefa           | Norberto Ramos del Val   |
| 2016 | Vidas bulgari's               | Vanessa        | Alex Carbonell           |

### Televisión
| Año       | Título               | Personaje     | Notas        |
| --------- | -------------------- | ------------- | ------------ |
| 2000–2001 | Un chupete para ella | Sonia Loras   | 4 episodios  |
| 2004      | Hospital Central     | Lucía Fuentes | 1 episodio   |
| 2004      | 7 vidas              | Ella misma    | 1 episodio   |
| 2005      | Obsesión             | Ángel         | 21 episodios |
| 2013–2016 | Cuéntame cómo pasó   | Wanda         | 9 episodios  |

## Premios y nominaciones
Premios Godoy
| Año  | Categoría              | Película          | Resultado |
| ---- | ---------------------- | ----------------- | --------- |
| 2003 | Peor actriz de reparto | La marcha verde   | Ganadora  |
| 2006 | Peor actriz            | Locos por el sexo | Ganadora  |